# Kościół Ducha Świętego w Chorzowie

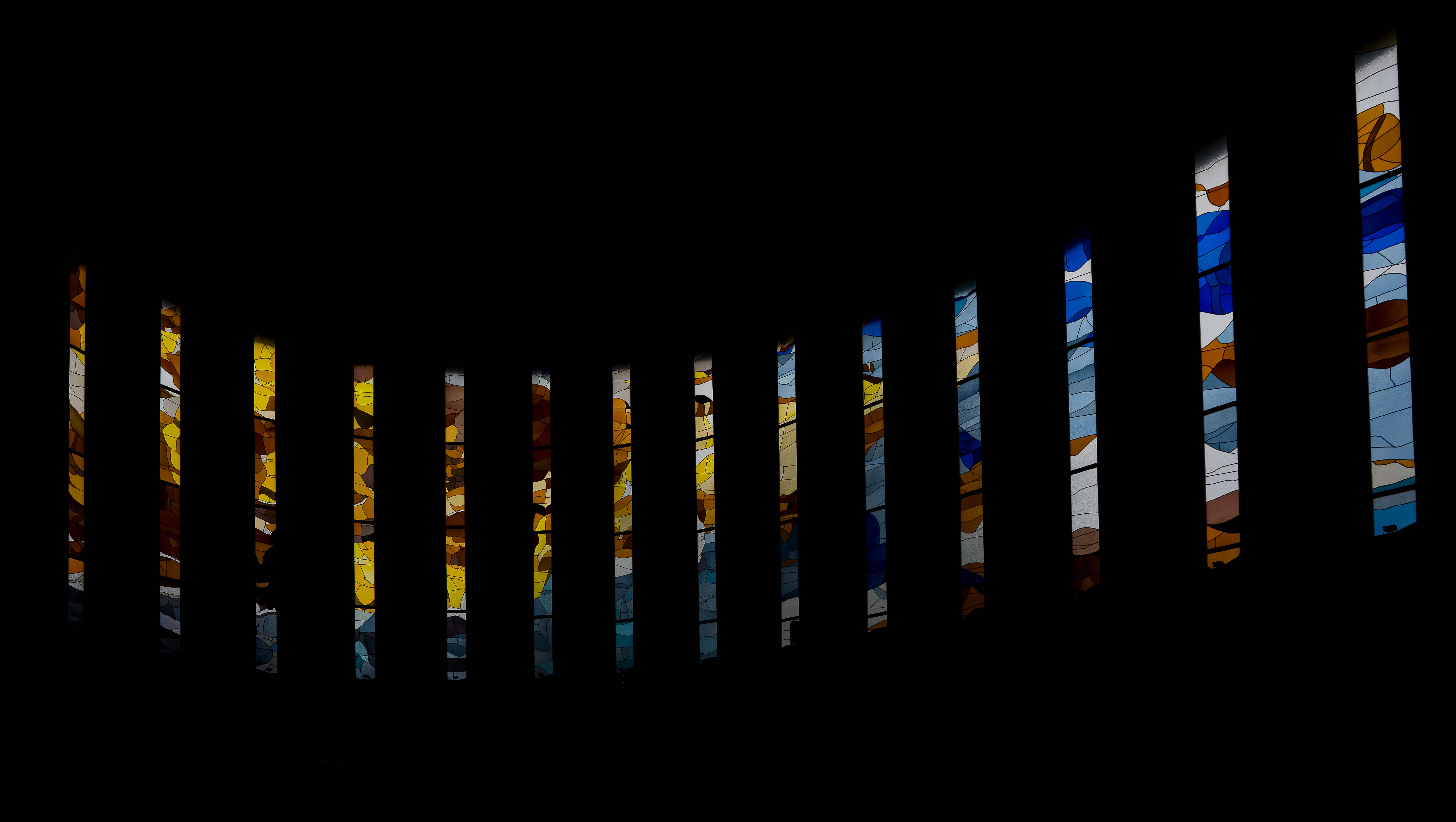
Maria Roga-Skąpska, witraż w kościele Świętego Ducha w Chorzowie. fot. Ł. Skąpski

Kościół Ducha Świętego w Chorzowie – jeden z kościołów parafialnych w  Chorzowie. Należy do dekanatu Chorzów Batory archidiecezji katowickiej. Znajduje się na Osiedlu Ruch, w dzielnicy Centrum.
Forma świątyni kształtem nawiązuje do kaplicy w Ronchamp zaprojektowanej przez Le Corbusiera. Kościół został wzniesiony w 1963 roku.
Nowoczesna, zaokrąglona budowla została zaprojektowana przez architektów: Mieczysława Króla, Jerzego Winnickiego i Zygmunta Winnickiego. Konstruktorem świątyni był inżynier Franciszek Klimek. Przygotowania do budowy kościoła zaczęły się w 1957 roku. Pojawiły się niestety problemy. Na początku w 1958 roku została wzniesiona kaplica, która została oddana do użytku wiernym. Kiedy kilka miesięcy później świątynia została zbudowana aż do dachu, jej budowa została przerwana. Służby aresztowały księdza dr Karola Nawę, głównego inicjatora prac budowlanych i po procesie skazano go na 3 lata więzienia za posiadanie materiałów budowlanych z nielegalnego źródła. W 1961 roku jego funkcję przejął ksiądz Teodor Polaczek, który otrzymał zgodę na prowadzenie dalszych prac budowlanych i ostatecznie świątynia została poświęcona w dniu 15 czerwca 1963 roku.
Modernistyczna budowla charakteryzuje się czystą elewacją. Powtarza się to także we wnętrzu, gdzie przestrzeń ożywia światło wpadające przez barwne witraże. Te ostatnie zostały zaprojektowane przez Marię Skąpską i w stanie nienaruszonym zachowały się do dziś.
Forma świątyni przypomina dużą łódź na rozkołysanym morzu. Wrażenie robi również łącznik między kościołem właściwym a kościołem zastępczym, który kształtem nawiązuje do wielkiego wiosła. W kościele są umieszczone trzy kaplice. Są one rozdzielone od siebie białymi ścianami, co ma symbolizować otwarte księgi